# Карнковське-Румункі
Карнковське-Румункі (пол. Karnkowskie Rumunki, нім. Karndorf-Räumung) — село в Польщі, у гміні Ліпно Ліпновського повіту Куявсько-Поморського воєводства.
Населення — 139 осіб (2011).
У 1975-1998 роках село належало до Влоцлавського воєводства.

## Демографія
Демографічна структура станом на 31 березня 2011 року:
|          | Загалом | Допрацездатний вік | Працездатний вік | Постпрацездатний вік |
| -------- | ------- | ------------------ | ---------------- | -------------------- |
| Чоловіки | 75      | 16                 | 52               | 7                    |
| Жінки    | 64      | 10                 | 40               | 14                   |
| Разом    | 139     | 26                 | 92               | 21                   |